# Ieronim Sewastjanowitsch Kitner
Ieronim Sewastjanowitsch Kitner (russisch Иероним Севастьянович Китнер; * 1839 in St. Petersburg; † 1929 in Leipzig) war ein russischer Architekt, Vertreter des Backsteinstils und Hochschullehrer.

## Leben
Kitner studierte 1853–1859 an der St. Petersburger Bauhochschule. Darauf arbeitete er als Assistent Andrei Iwanowitsch Stackenschneiders in St. Petersburg beim Bau des klassizistischen Nikolai-Palasts mit. 1863–1867 bildete er sich in Schweden, Norwegen, Dänemark, England, Italien, Frankreich und Deutschland weiter aus. Nach seiner Rückkehr arbeitete Kitner als Assistent Alexander Iwanowitsch Resanows beim Bau des Wladimir-Palasts für Großfürst Wladimir Alexandrowitsch mit (1867–1872). Zusammen mit Viktor Schröter baute er 1873–1874 das Straus-Haus an der 2. Linie 9 auf der Wassiljewski-Insel. Auch war er an Schröters Bau des Mietshauses an der Fontanka beteiligt (1872–1873).
1876–1879 baute Kitner das St. Petersburger Landwirtschaftsmuseum an der Fontanka. Es folgten das Institut für Zivilingenieure (1881–1883), die Markthalle auf der Sennaja Ploschtschad (1883–1885), das Alexander-Männerkrankenhaus (1888–1890), die Kurt-Eigel-Fabrik (1888–1902) und die Kurt-Eigel-Villa (1888–1890). 1896–1899 baute er zusammen mit Nicolas de Rochefort eine Orangerie im Botanischen Garten der Universität St. Petersburg auf der Wassiljewski-Insel. Es folgten das Institut für Verkehrsingenieure (1893–1895), ein Mietshaus an der 13. Linie (1898) und ein Mietshaus an der Fontanka (1903–1904).
In Kiew baute Kitner 1898–1901 das Polytechnische Institut.
Kitner war Professor an der Bauhochschule (nun Institut für Zivilingenieure) und am Institut für Verkehrsingenieure. Er war einer der Gründer und Herausgeber der Architektur-Zeitschrift Sodtschi. 1911 wurde er Ehrenmitglied der Kaiserlichen Akademie der Künste. Er war Mitglied und dann Vorsitzender (1905–1917) der Kaiserlichen St. Petersburger Gesellschaft der Architekten. Er war stimmberechtigtes Mitglied der St. Petersburger Stadtduma. Er war Geheimer Rat (3. Rangklasse) und Mitglied des Rats des Verkehrsministeriums.
Während des Ersten Weltkrieges plante er zusammen mit Wladimir Alexandrowitsch Pokrowski ein Stadion auf der früheren Watny-Insel, das nicht mehr gebaut wurde.
Nach der Oktoberrevolution emigrierte Kitner nach Deutschland.
Kitners Söhne Maximilian (1868–1942) und Richard (1879–1961) waren ebenfalls Architekten.

## Werke

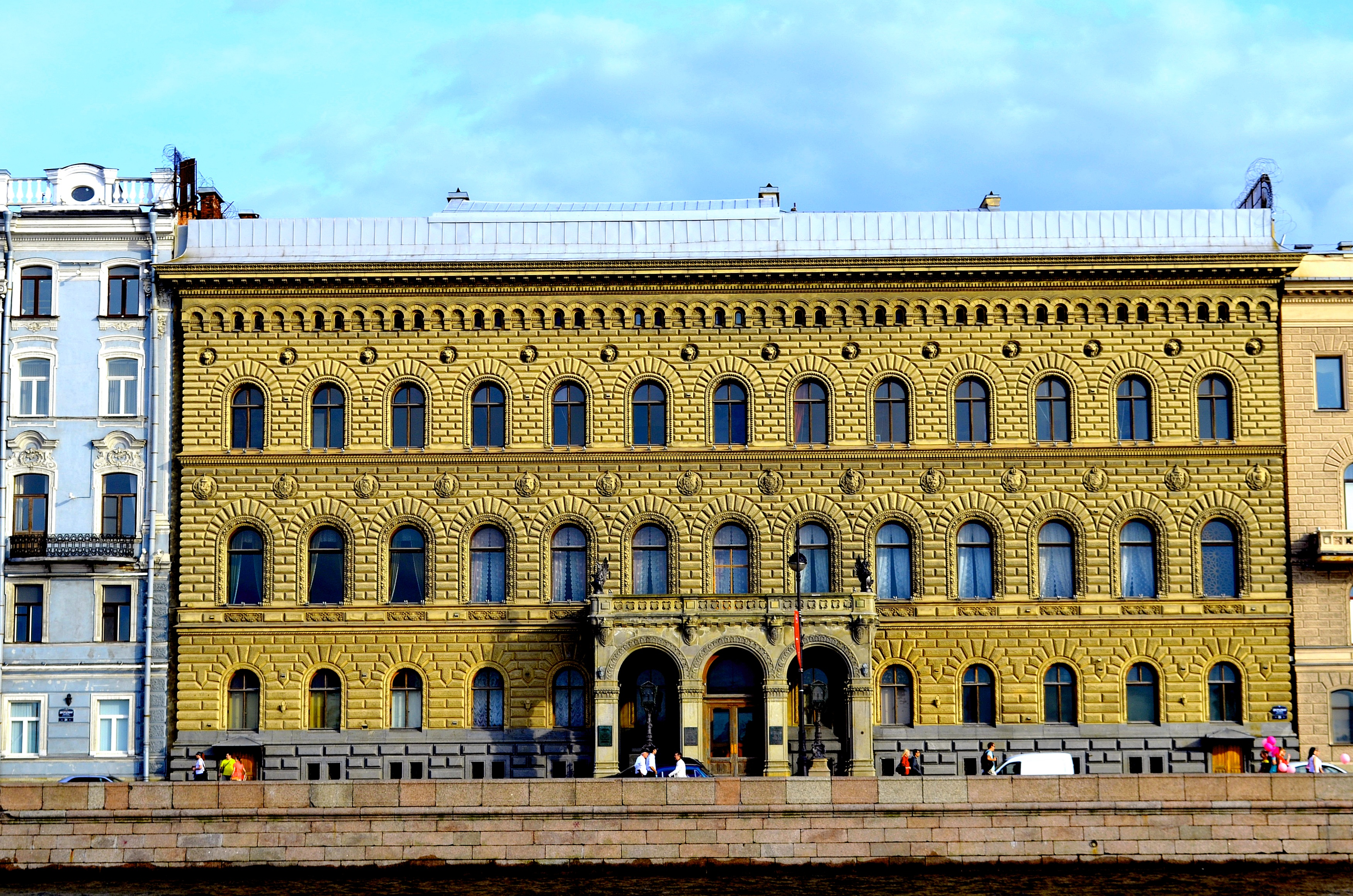
Wladimir-Palast, St. Petersburg
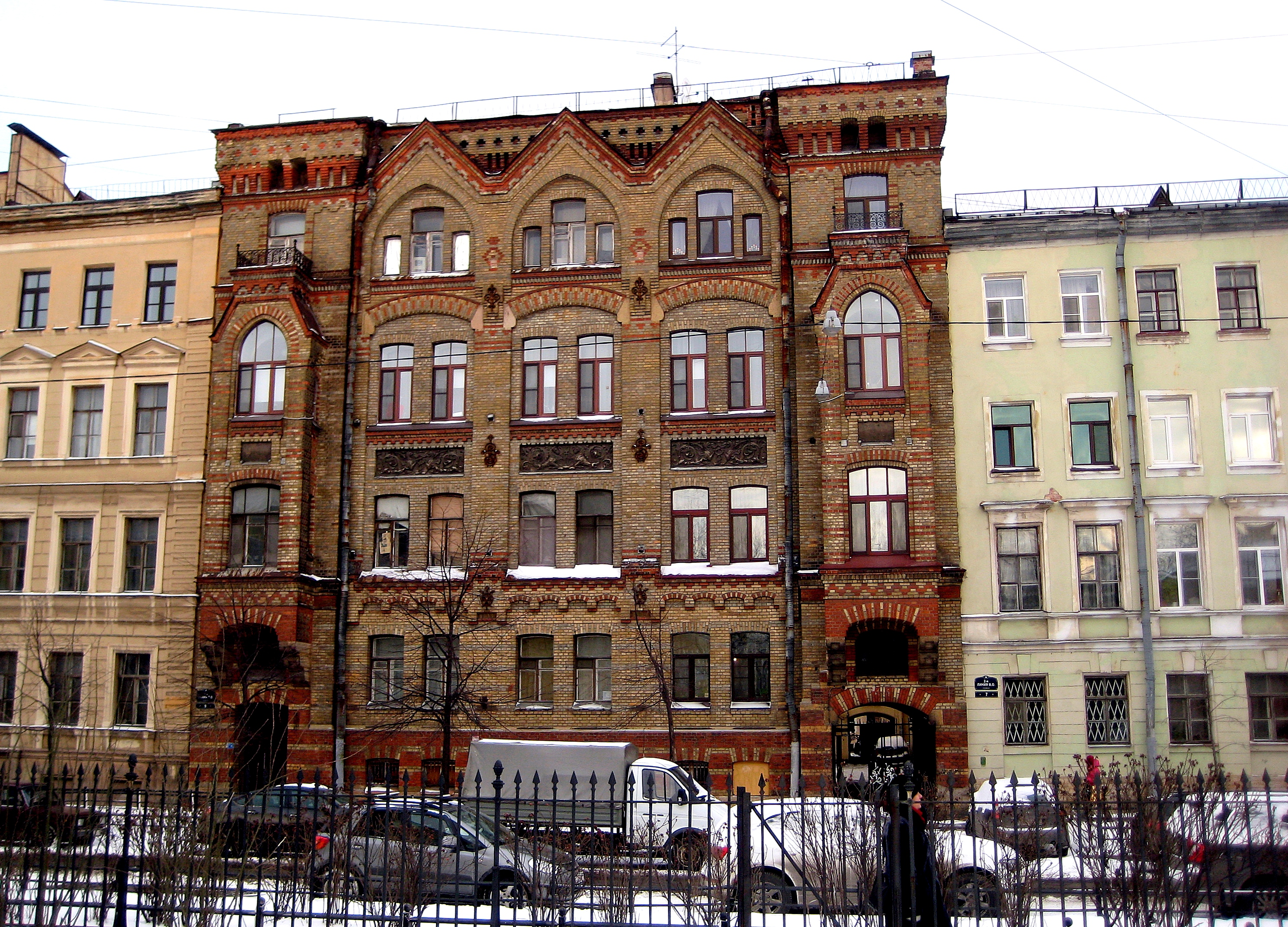
Straus-Haus, 2. Linie 9, Wassiljewski-Insel, St. Petersburg
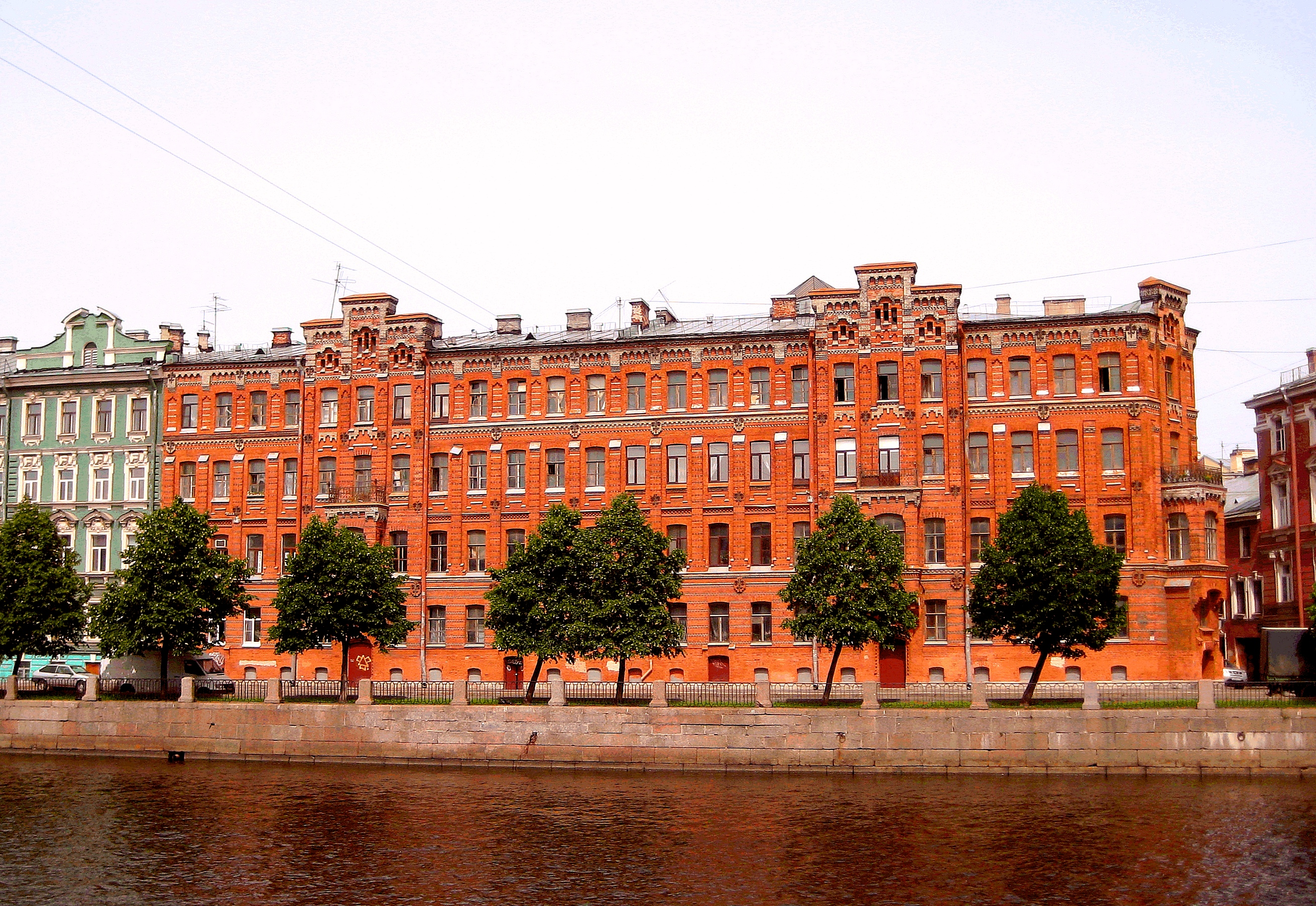
Mietshaus, Nabereschnaja Reki Fontanki 183, St. Petersburg
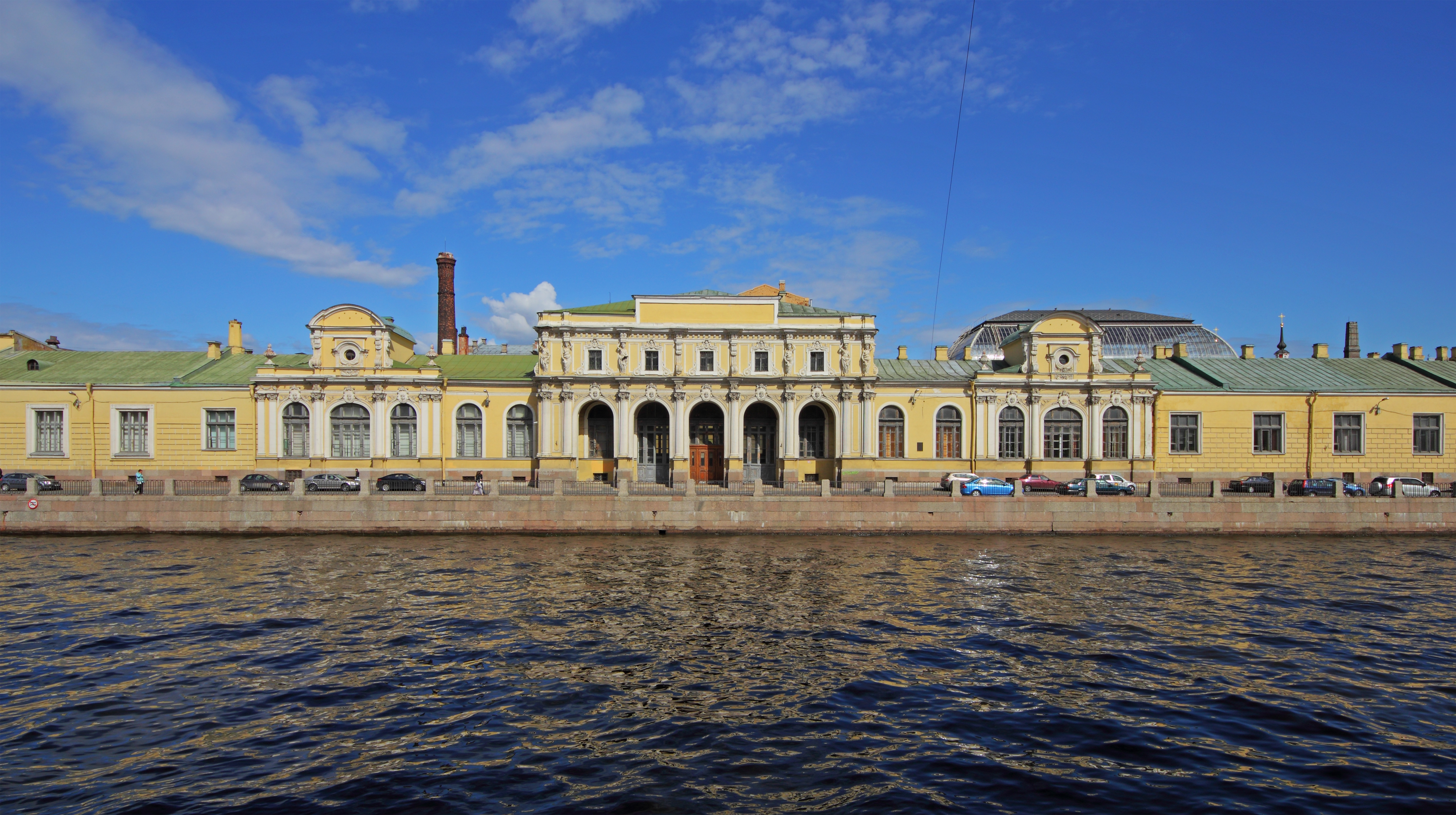
Landwirtschaftsmuseum, St. Petersburg
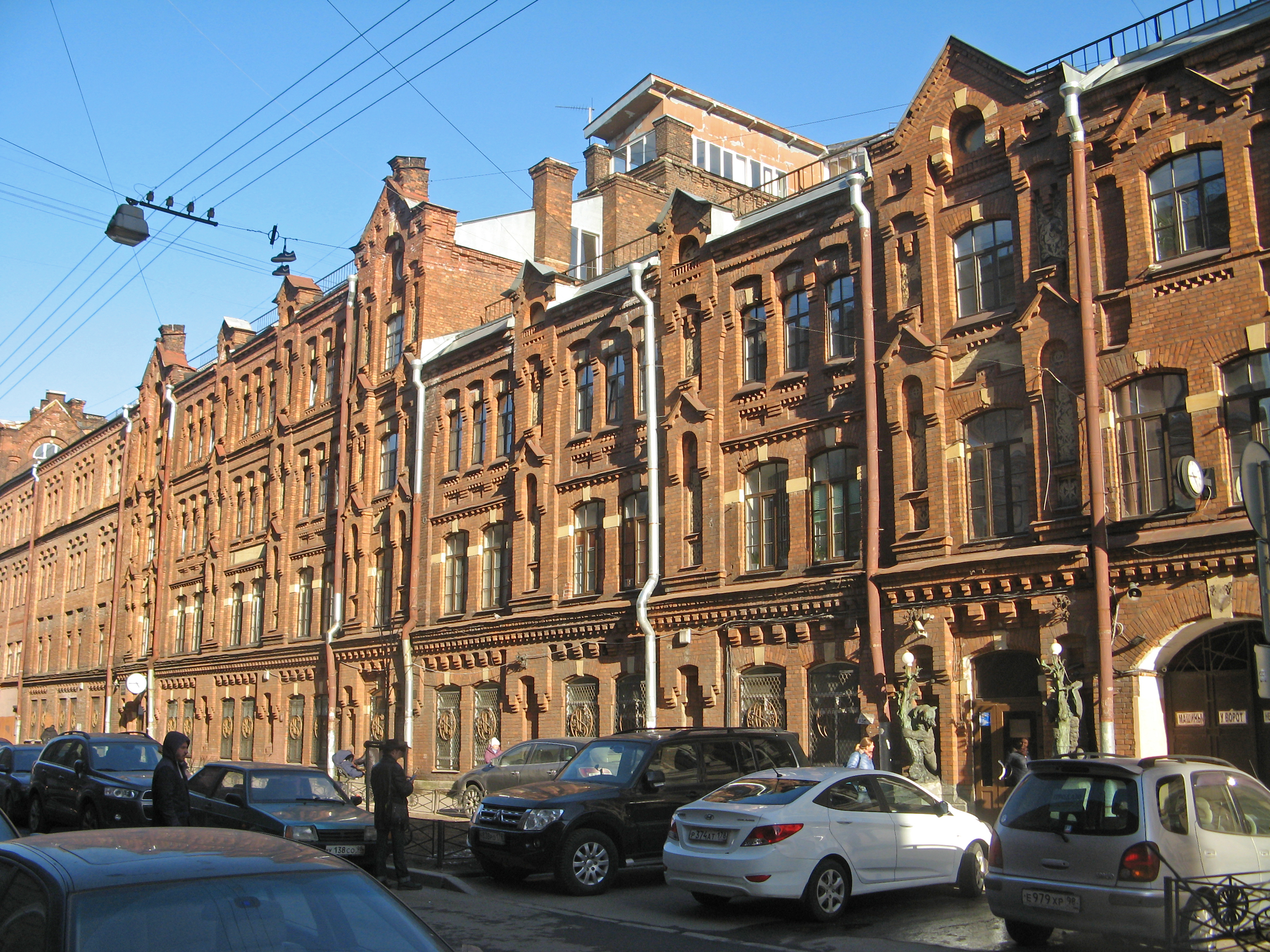
Kurt-Siegel-Fabrik, Uliza Dostojewskogo 44, St. Petersburg
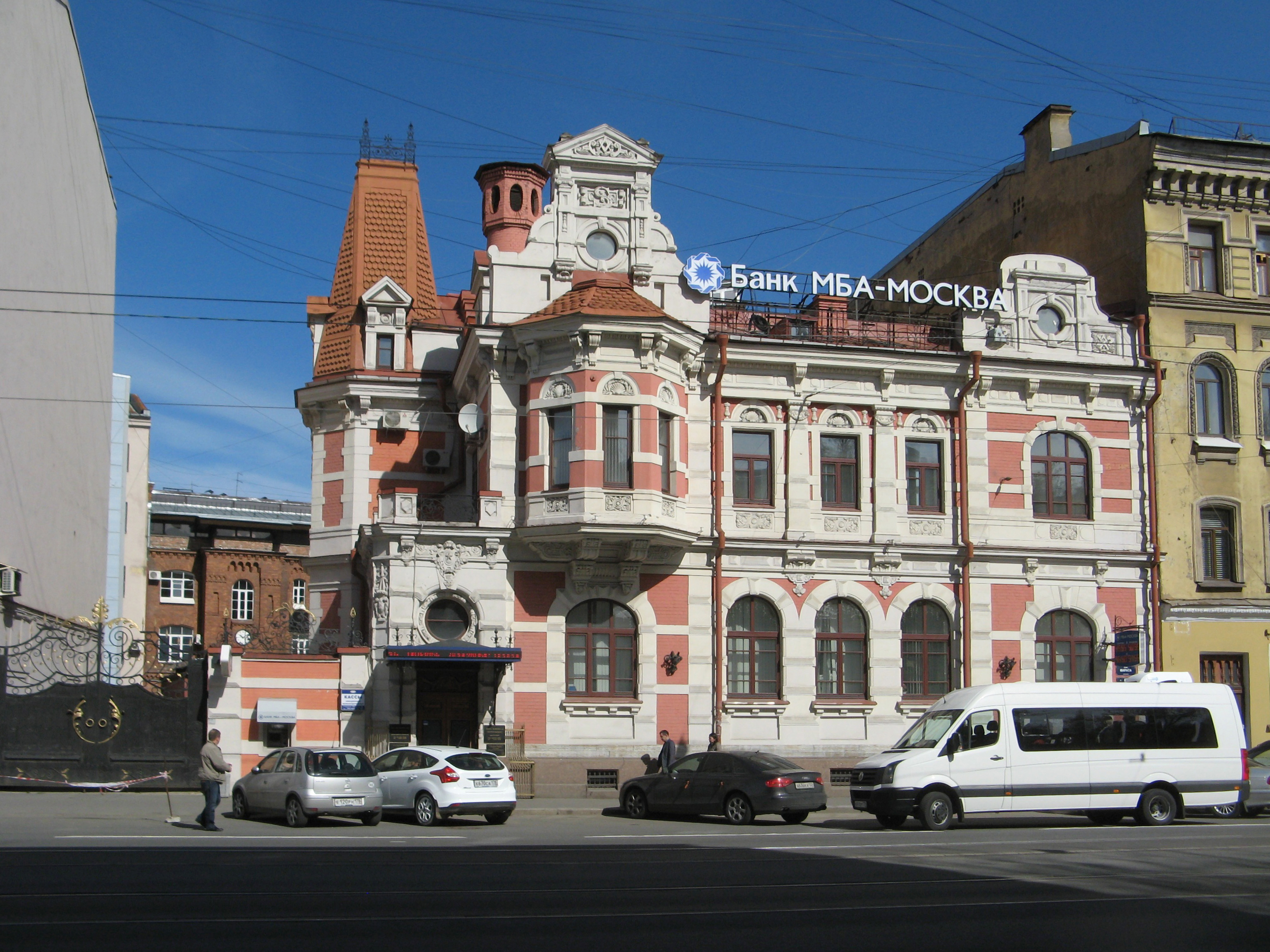
Kurt-Eigel-Villa, Marata 63, St. Petersburg
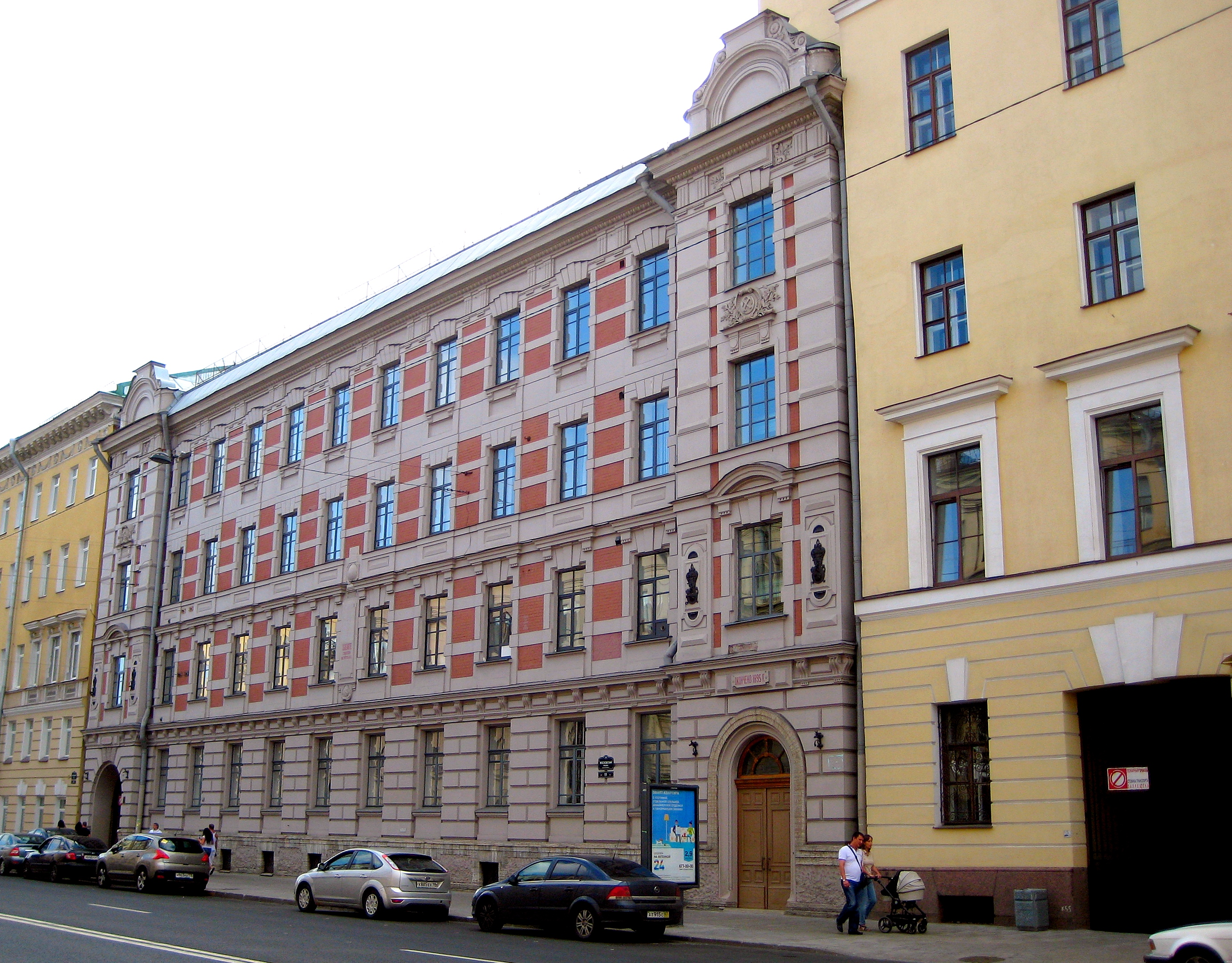
Institut  für Verkehrsingenieure, Moskowski-Prospekt 11, St. Petersburg
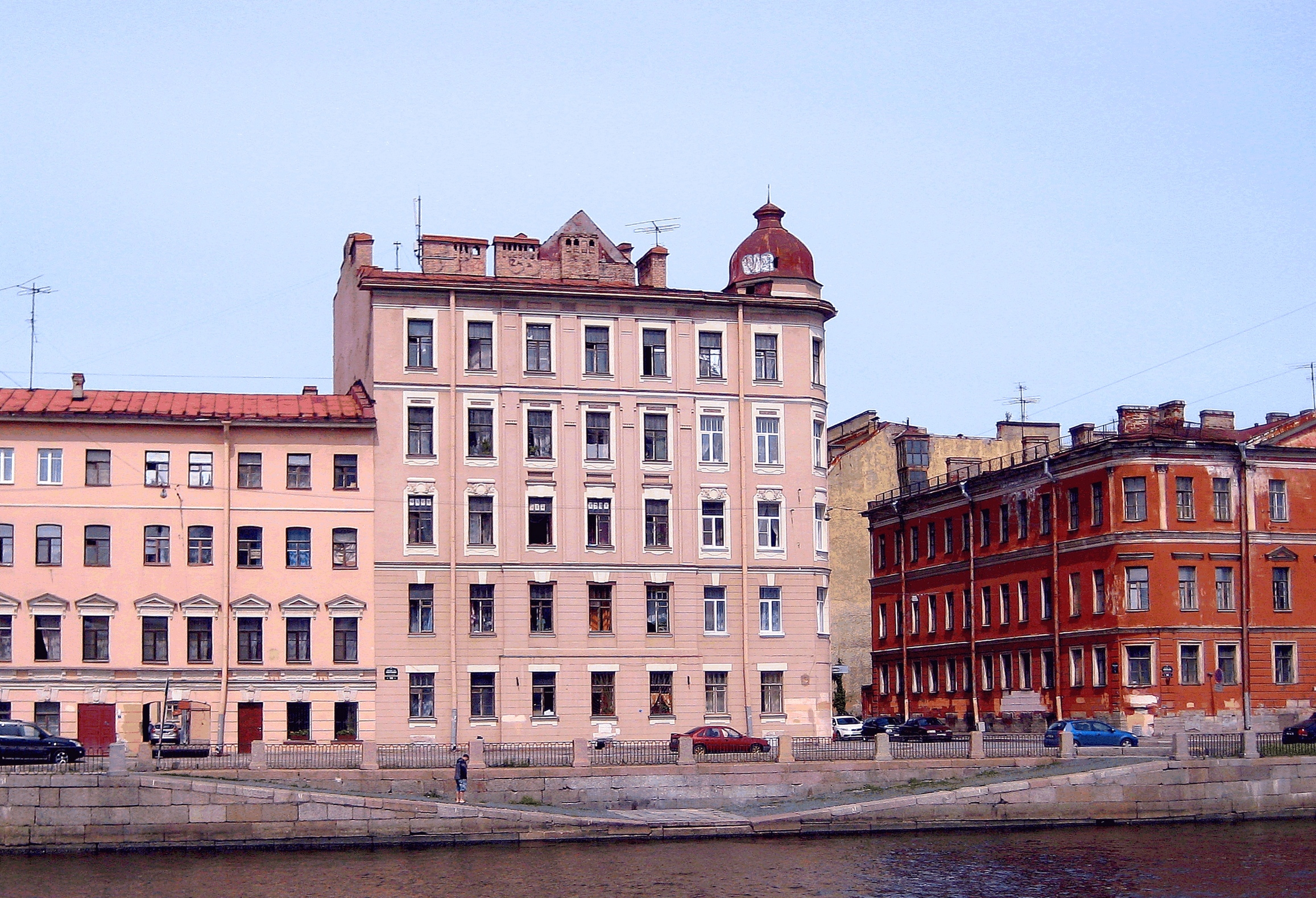
Mietshaus, Nabereschnaja Reki Fontanki 165, St. Petersburg
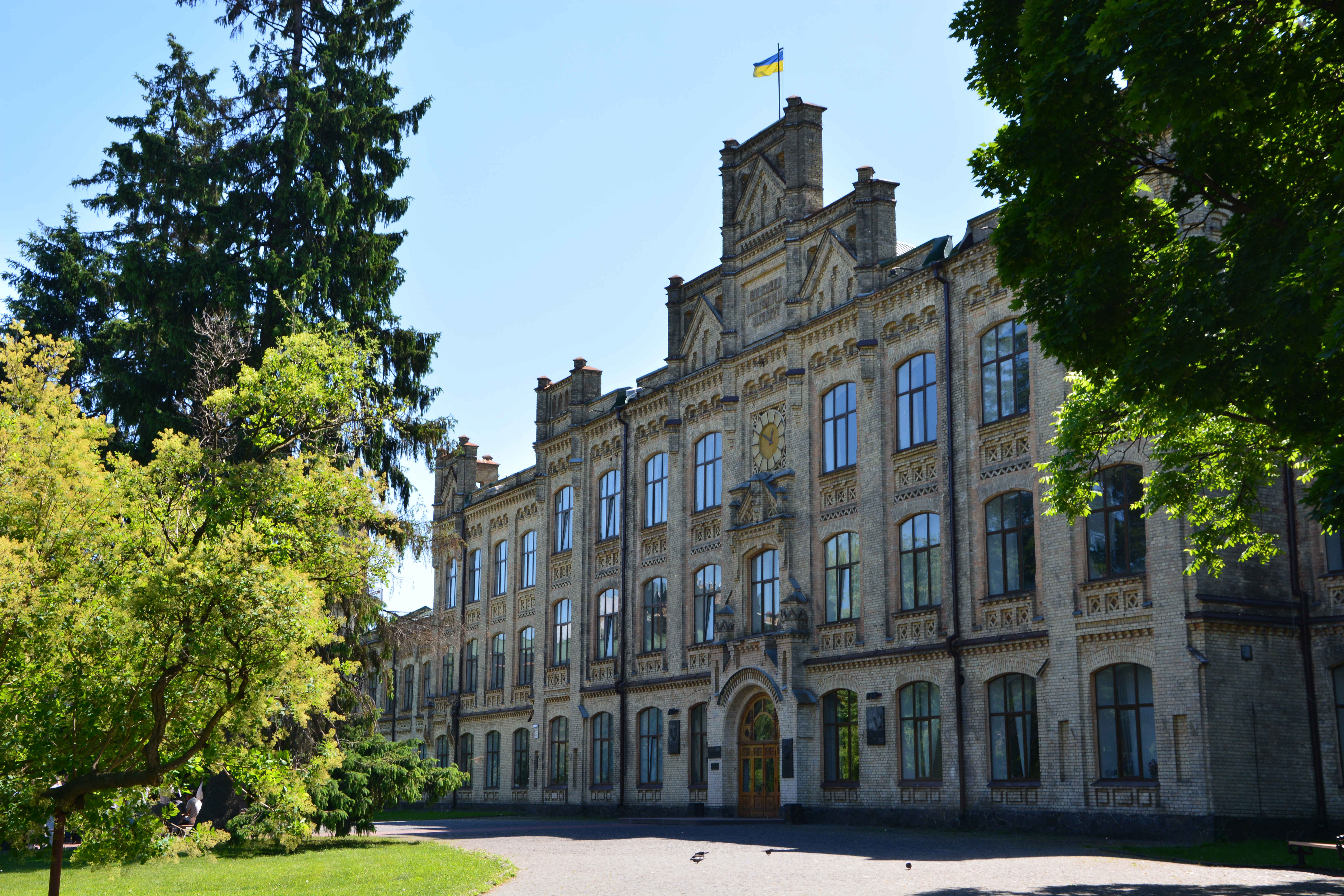
Polytechnisches Institut Kiew